# Сморгонь фронтовая
«Сморгонь фронтовая» — белорусское общественное объединение, занимавшееся сохранением памяти Первой мировой войны.

## История
Основателем объединения стал российский бизнесмен, католик Игорь Павлов, долгое время проживший в Самаре. Его прадед, уроженец Островетчины Иосиф Францевич Лавринович, в составе народного ополчения участвовал в боях под Сморгонью, что и обусловило интерес мужчины к теме. Данный факт он выявил в 2010 году, когда занимался исследованием семейного древа.
В том же году Павлов собрал группу энтузиастов, чтобы увековечить память об обороне Сморгони. Организация занялась восстановительными работами мест боёв Первой мировой на Сморгонщине: проводила расчистку траншей, воронок от снарядов, ДОТов. Кроме того, объединение занялось анимированными экскурсиями с реконструкциями сражений, а глава группы Павлов по чертежам лично собрал бронемобиль Руссо-Балт. 
Особенно много усилий группа вложила в восстановительные работы оборонительных линий на т.н. «Золотой горке» (высоте 72,9), чем занималась с 2014 года. Ранее местность была заброшена и заросла кустарником, поскольку в советское время история Первой мировой войны была непопулярна, а жителей Сморгони уже ничего не связывало с военными событиями. Поэтому место стало постепенно превращаться в «обычную городскую свалку». Членами объединения был убран весь строительный и бытовой мусор из траншей на Золотой горке. Только чтобы очистить воронку на месте высоты, которую занимали немецкие артиллеристы, пришлось вывезти восемь лесовозов бурелома, который скопился за столетие. Однако местные власти выписали энтузиастам штраф в 15 тысяч долларов за повреждение лесного покрова. Лишь благодаря вмешательству чиновников из Минска вопрос со штрафом был закрыт. После «Сморгонь фронтовая» стала организовывать экскурсии для туристов на Золотую горку. На основании немецких архивов группа вычистила и восстановила подземные ходы. Инициирована установка ряда памятников. Кроме этого, «Сморгонь фронтовая» проводила исторические фестивали и реконструкции, молебны. В память о погибших здесь кайзеровских солдатах установлен лютеранский крест, а на русских позициях – православный. Финансирование шло из личных средств Павлова и других членов.
Также члены объединения боролись со случаями вандализма и чёрного копательства. 
В 2016 году, когда по линии участия в получении европейских грантов на развитие туристических кластеров Сморгонский райисполком получил 48 тысяч евро, 6 тысяч было выделено на нужды «Сморгони фронтовой».
По данным Единого государственного реестра, объединение находилось в процессе ликвидации с 2019 года — по решению собственника. 4 июля 2023 года «Сморгонь фронтовая» была ликвидирована через Гродненский областной суд (истец — Инспекция Министерства по налогам и сборам по Сморгонскому району). Как говорил сам Павлов в 2019 году: 
Если откровенно, бизнес мой рухнул, поэтому финансировать всё из собственных средств я больше не мог. А проведём экскурсию — и есть у нас какая-то копейка, чтобы заправить бензопилы, машины и выехать на объект поддерживать его надлежащий вид.